# Dolní Kralovice (zámek)
Zámek Dolní Kralovice stával v obci Dolní Kralovice, které jsou dnes zatopeny vodní nádrží Želivka.

## Tvrz
Koncem 16. století stávala na břehu Želivky, v místech pozdějšího zámku, tvrz. Nechal ji pravděpodobně postavit Všeslav Strojetický ze Strojetic a první písemná zmínka pochází z roku 1600. V tom roce ji koupil Petr Slavata z Lípy. Za třicetileté války tvrz vlastnil Oldřich Byšický z Byšic, který se sice nezúčastnil protihabsburského povstání, ale stejně musel odejít do exilu (odešel do Saska). V roce 1626 se novou majitelkou stala Johana Rungenová ze Skuhrova. Poté se majitelé často střídali, až v roce 1698 koupil panství Jan Leopold z Trautsonu. Za Trautsonů došlo také k přestavbě tvrze na zámek.

## Zámek
Ve kterém roce byla tvrz přestavěna na zámek bohužel není známo; nezachoval se totiž žádný její popis. Dolní Kralovice se za Trautsonů stali sídlem vrchnostenského úřadu – majitelé nejčastěji pobývali v Křivsoudově a v Čechticích. V letech 1766–1844 bylo panství majetkem Palmů z Gundelfingenu, po nichž jej získali Auersperkové. V roce 1971 byl zámek zbořen.

## Popis
Podle úředního popisu z roku 1792 šlo o jednopatrovou budovu s barokní omítkou v sousedství pivovaru. Na průčelí zámku byly hodiny. Kromě místností pro správu panství, zde byly také byty úředníků, hostinské pokoje a byt vrátného. Později v zámku sídlila správa velkostatku a také státní úřady. Jednalo se budovu, která měla tři křídla a v nádvoří, přízemí a v první patře také arkády, jež byly později zazděny.

## Galerie

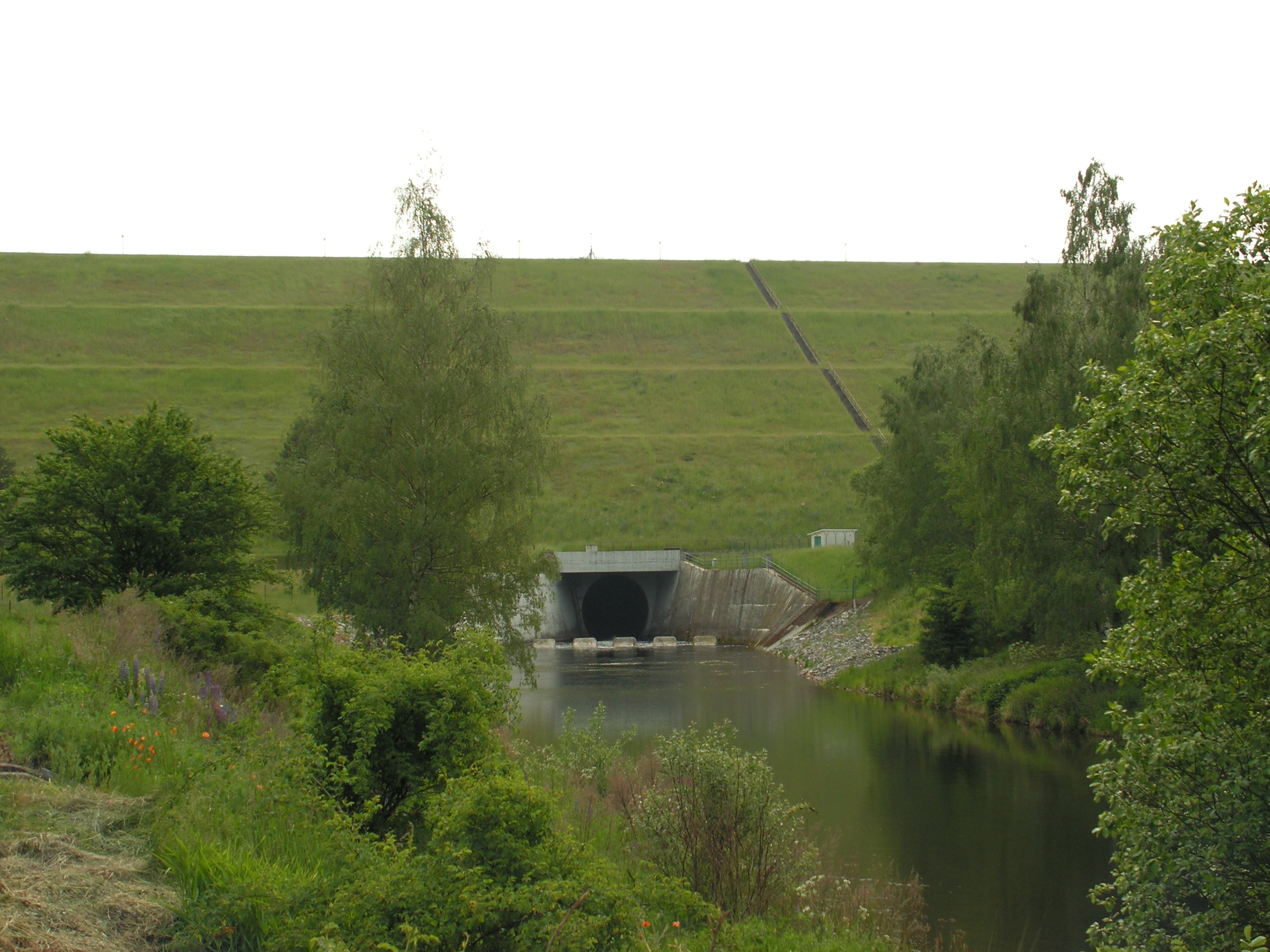
hráz VN Želivka (pod vodou vodní nádrže by dnes byl zámek)
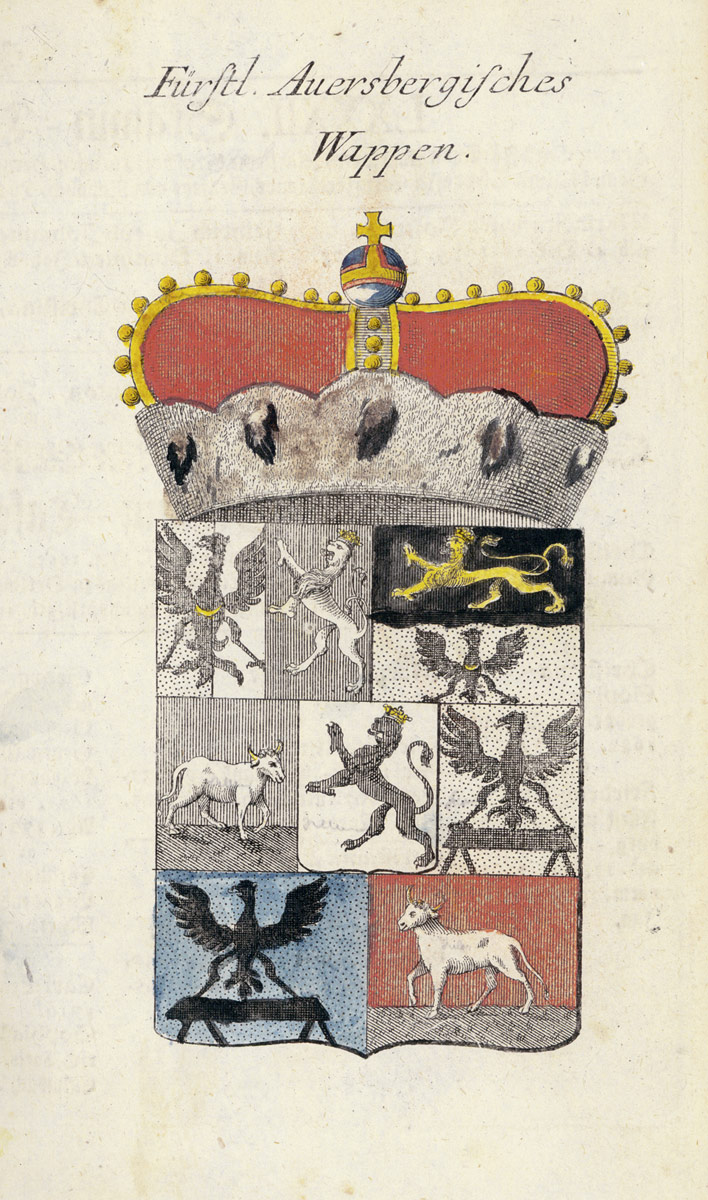
erb Aueršperků
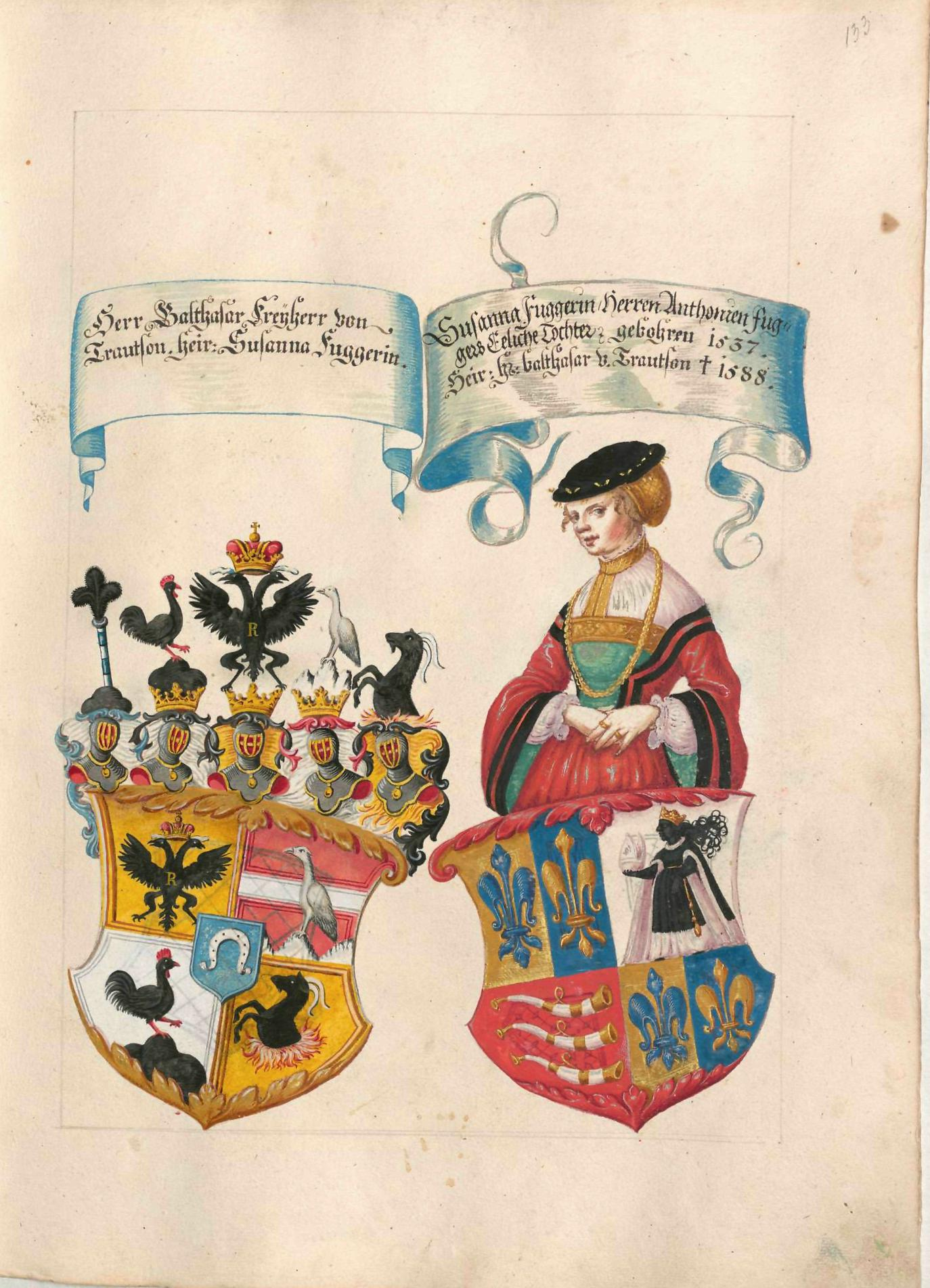
erb Trautsonů (vpravo)